# Na fujarce (album)
A Na fujarce a Czerwone Gitary 1970-ben megjelent negyedik sorlemeze, melyet a Muza adott ki. Katalógusszámai: XL 0599 (mono), SXL 0599 (stereo).

## Az album dalai

### A oldal
1. Bez naszej winy
2. Słońce za uśmiech
3. Wracać do tego
4. Miasta i ludzie
5. Na niebie Krzyż Południa
6. Czekam na twój przyjazd

### B oldal
1. Od jutra nie gniewaj się
2. Kim mógłbym być
3. Cóż ci więcej mogę dać
4. Tyle szczęścia
5. Dawno i daleko
6. Na fujarce

## Közreműködők
- Seweryn Krajewski – ének, gitár, orgona
- Bernard Dornowski – ének, basszusgitár
- Jerzy Skrzypczyk – ének, ütős hangszerek
- Dominik Konrad – ének, gitár, furulya